# Senilsnöre

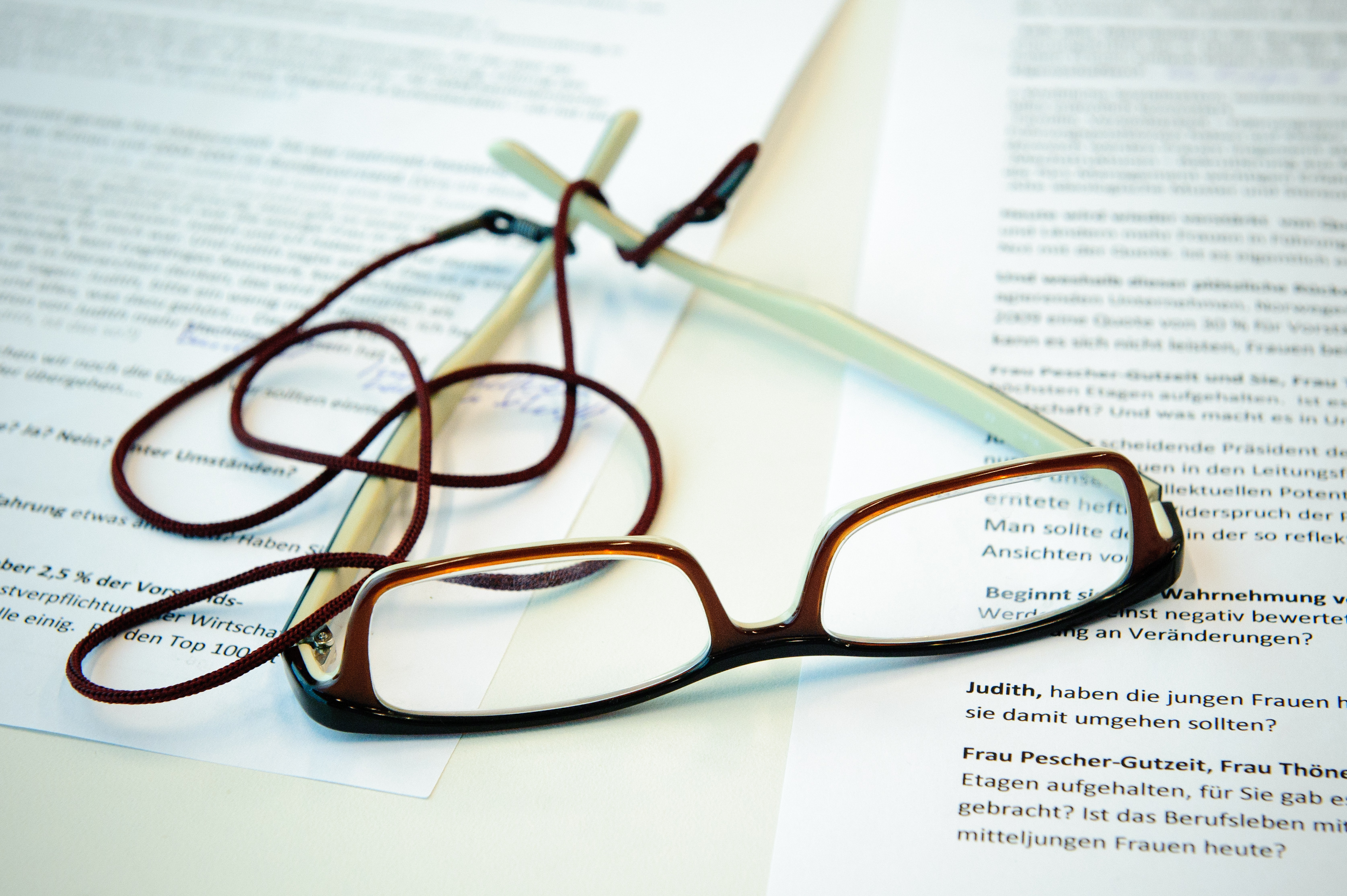
Läsglasögon med "senilsnöre".

Senilsnöre är en skämtsam benämning på ett band som fästs runt skalmarna på glasögon och som träs över huvudet så att det går runt halsen. När glasögonen inte används kan de på så sätt bäras runt halsen. Ordet är belagt i svenska språket åtminstone sedan 1986.